# Poulsbo
Poulsbo – miasto w Stanach Zjednoczonych, w stanie Waszyngton, w hrabstwie Kitsap.